# Cyclophorus horridulum
Cyclophorus horridulum foi uma espécie de gastrópodes da família Cyclophoridae.
Foi endémica da Mayotte.